# Lách tách ngực nâu
Lách tách ngực nâu, tên khoa học Fulvetta danisi, là một loài chim trong họ Sylviidae. Chúng được tìm thấy ở Lào và Việt Nam.